# Štefan Slezák
Štefan Slezák (* 8. ledna 1941 Pezinok) je bývalý slovenský fotbalový útočník a trenér.

## Fotbalová kariéra
V československé lize hrál za ZVL Žilina. Nastoupil ve 181 ligových utkáních a dal 80 gólů. V nižších soutěžích hrál i za ZVL Kysucké Nové Mesto.

## Trenérská kariéra
Po skončení aktivní kariéry trénoval v sezóně 1984/1985 v československé lize ZŤS Petržalka.

## Ligová bilance
| Ročník                                     | Zápasy | Góly | Minuty | Klub       |
| ------------------------------------------ | ------ | ---- | ------ | ---------- |
| 1. československá fotbalová liga 1968/1969 | 13     | 7    | 1 125  | ZVL Žilina |
| 1. československá fotbalová liga 1969/1970 | 29     | 9    | 2 505  | ZVL Žilina |
| 1. československá fotbalová liga 1970/1971 | 24     | 12   | 2 064  | ZVL Žilina |
| 1. československá fotbalová liga 1971/1972 | 29     | 12   | 2 565  | ZVL Žilina |
| 1. československá fotbalová liga 1972/1973 | 30     | 19   | 2 700  | ZVL Žilina |
| 1. československá fotbalová liga 1973/1974 | 27     | 13   | 2 430  | ZVL Žilina |
| 1. československá fotbalová liga 1974/1975 | 29     | 8    | 2 595  | ZVL Žilina |
| CELKEM 1. LIGA                             | 181    | 80   | 15 984 |            |